# Eberhard Vogel
Eberhard Vogel (Altenhain, 8 aprile 1943) è un allenatore di calcio ed ex calciatore tedesco orientale, dal 1990 tedesco, di ruolo attaccante.
Con 440 presenze, è il calciatore con più presenze in assoluto in DDR-Oberliga.

## Carriera

### Giocatore

#### Club
Dopo aver iniziato nelle giovanili del SG Niederwiesa, Vogel venne trasferito nel 1959 alle giovanili del Karl-Marx-Stadt, con cui vinse il campionato nel 1967 e il premio di calciatore tedesco-orientale dell'anno nel 1969. Nel 1970 andò al Carl Zeiss Jena, squadra con cui vinse tre FDGB Pokal e terminò di giocare nel 1982. Sempre con la squadra della Turingia partecipò alla finale di Coppa delle Coppe 1981 persa 1-2 contro la Dinamo Tbilisi.

#### Nazionale
Con la Germania Est conta in tutto 74 presenze impreziosite da 25 reti. La sua prima partita fu disputata il 16 dicembre 1962 a Conakry contro la Guinea (3-2), mentre giocò la sua ultima partita il 21 aprile 1976 a Cottbus contro l'Algeria (5-0). Partecipò ai Giochi olimpici di Tokyo 1964 e Monaco di Baviera 1972, terminate con un terzo posto, e al campionato del mondo 1974.

### Allenatore
Appese le scarpette al chiodo, "Matz" Vogel assunse dal 1983 al 1989 la guida della Nazionale giovanile, vincendo il campionato europeo Under-19 del 1986 e terminando al terzo posto il mondiale Under-20 del 1987. In seguito ha allenato diverse compagini tedesche oltre al Togo.

## Palmarès

### Giocatore

#### Club

##### Competizioni nazionali
- Campionato tedesco orientale: 1

Karl-Marx-Stadt: 1966-1967
- Coppa della Germania Est: 3

Carl Zeiss Jena: 1971-1972, 1973-1974, 1979-1980

##### Competizioni internazionali
- Coppa Piano Karl Rappan: 1

Karl-Marx-Stadt: 1968

#### Nazionale
- Bronzo olimpico: 2

Tokyo 1964, Monaco di Baviera 1972

#### Individuale
- Calciatore tedesco orientale dell'anno: 1

1969

### Allenatore

#### Competizioni nazionali
- Fußball-Regionalliga: 1

Carl Zeiss Jena: 1994-1995